# Förklädd gud (musikgrupp)
Förklädd gud (även känd som God In Disguise eller Verkleideter Gott) var en svensk experimentell jazzgrupp.
Gruppen, som ägnade sig åt frijazz och fri improvisation, tilldelades utmärkelsen Jazz i Sverige 1977 och fick därigenom ge ut en LP på skivbolaget Caprice Records, vilket blev deras enda. Medlemmar var Gustaf Mattsson (kontrabas, percussion), Tomas Gabrielsson (trummor, piano, percussion), Lars Svanteson (gitarr, fiol, percussion), Anders Mård (sopransaxofon, altsaxofon, klarinett, percussion), Lasse Sterner (sopransaxofon, barytonsaxofon, percussion) och Per Nordfeldt (trombon, flöjt, bastuba, percussion).